# 和林格尔县
和林格爾縣為內蒙古自治區呼和浩特市下所轄一個縣。縣人民政府駐城關鎮。

## 历史
西漢時，和林格爾為雲中郡辖地，南北朝時稱為盛樂，至今境內還有盛樂古城遺址。“和林格尔”意为20间房子，因清初新设驿站有20户人家而得名。清末时在归化城土默特境内设和林格尔厅，民国初年北洋政府改为和林格尔县。

## 行政区划
和林格尔县下辖4个镇、4个乡：
城关镇、盛乐镇、新店子镇、巧什营镇、舍必崖乡、大红城乡、羊群沟乡、黑老夭乡和盛乐经济工业园区。

## 人口
根據第七次人口普查數據，截至2020年11月1日零時，和林格爾縣常住人口為162476人。
和林格尔县境内的汉语方言主要属于晋语大包片。

## 产业
和林格爾縣農作頗為缺乏，因此經濟發展受阻。2000年後，該縣生產採企業組織化，重點為乳業、肉食品産業、馬鈴薯産業、沙棘産業等特色産業。
中国大陆的奶业巨头蒙牛就是出自该县，成为中国大陆的“乳都”。

## 交通
- 209国道过境。
- 241国道0公里起点。